# Märklin Digital

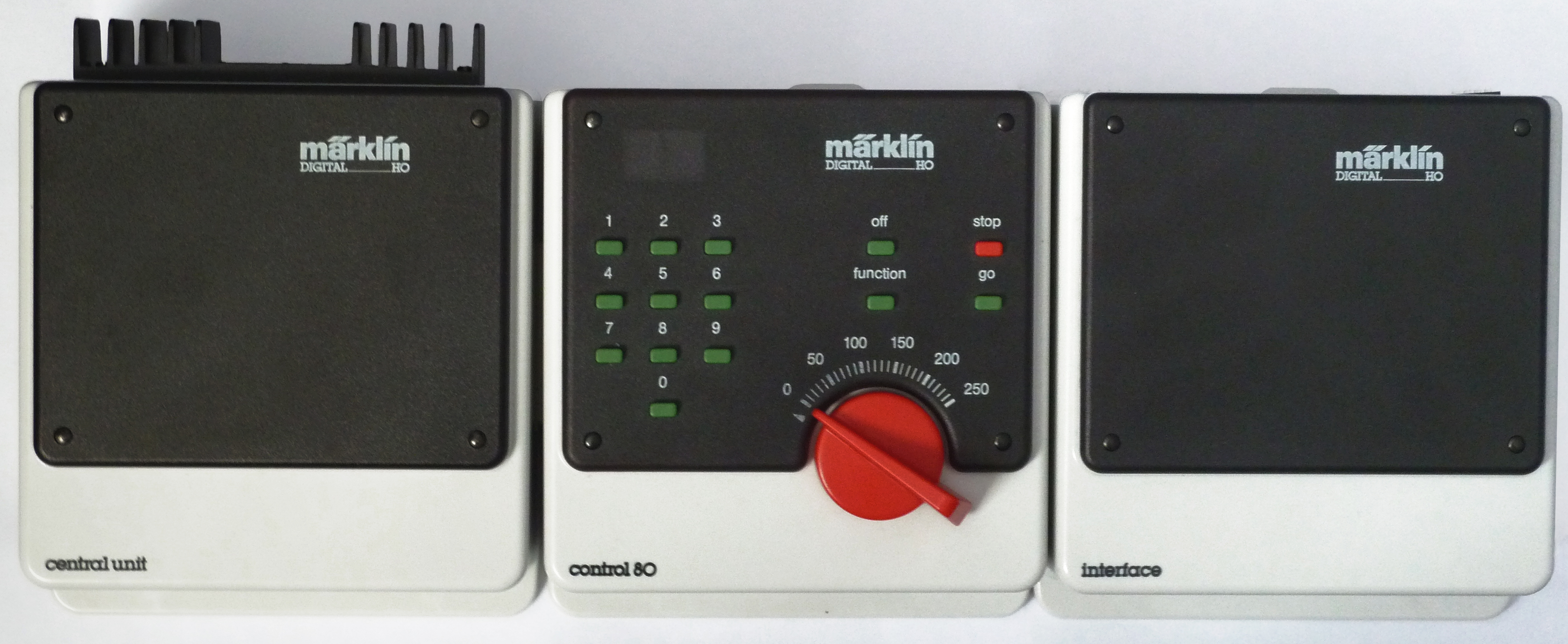
Digitális vezérlőeszközök

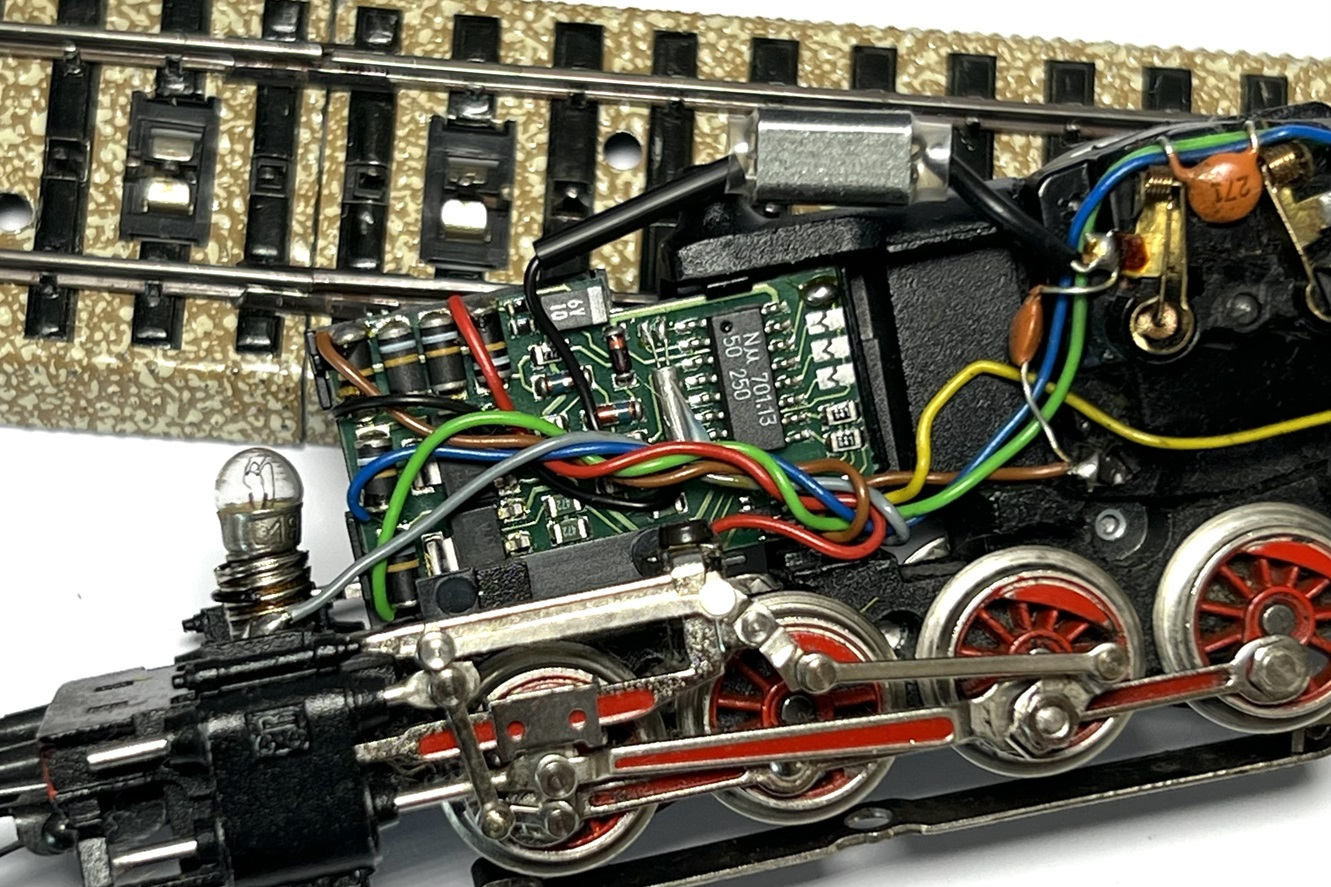
Digitális dekóder 6603

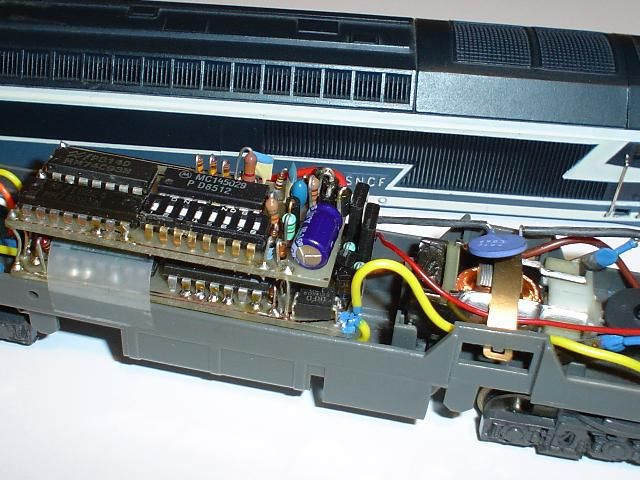
Märklin mozdony digitális dekóderrel

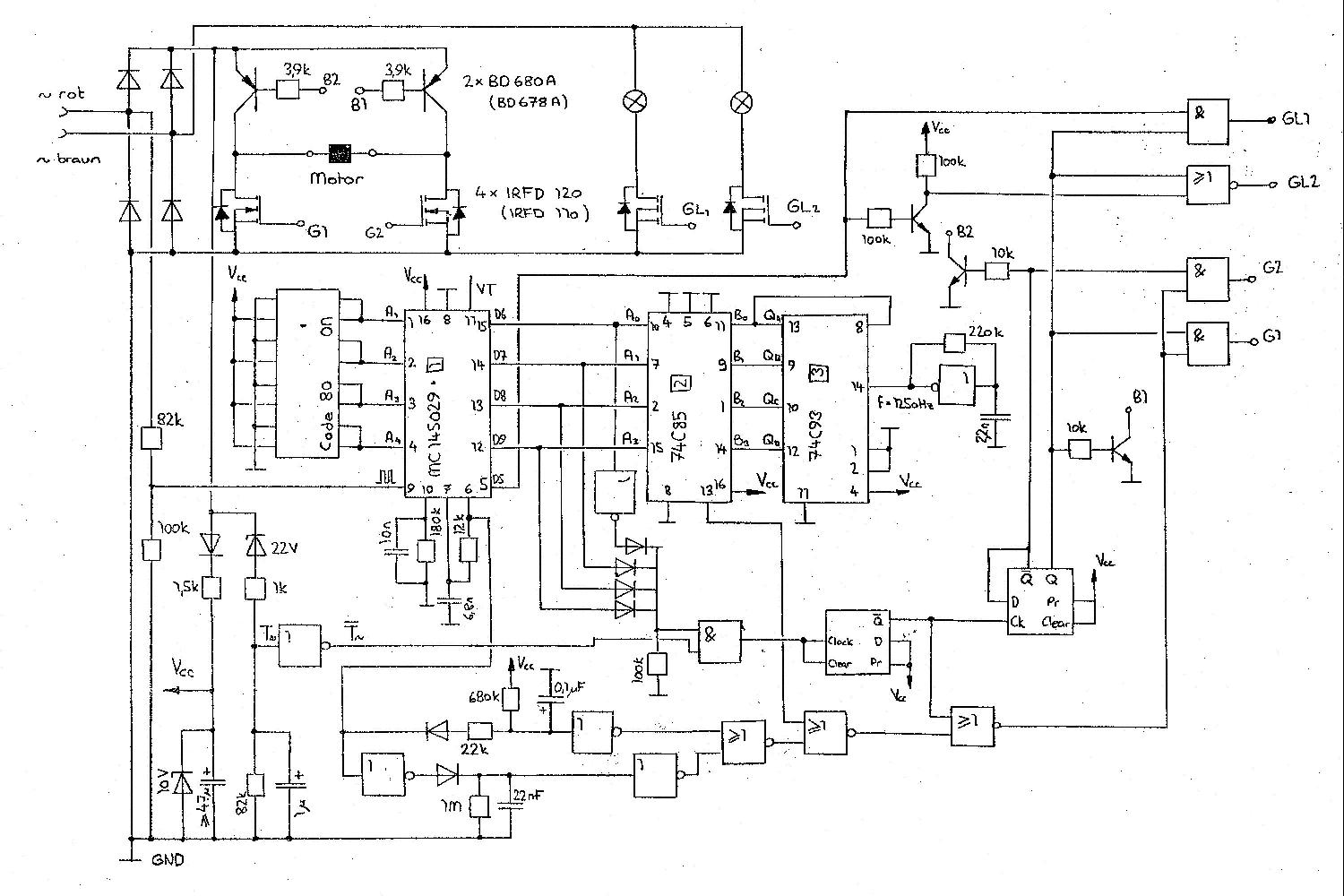
Digitális dekóder

A német Märklin 1890 óta gyárt modellvasutat, a gyárat 1859 ben alapította Theodor F. W. Märklin, mely 2009-ben majdnem csődbe ment.
Modellvasutas rendszerüket nevezik AC-nek vagy 3 sínes rendszernek, ahol a középső sin az egyik, a két szélső sin pedig a másik fázis. Ez a digitális rendszerben sem változik.
A kezdeti analóg (itt az analóg is váltóáramú irányítást jelent) szépen fejlődött, először sima mechanikus irányváltók után megjelentek az elektronikus irányváltók, de ez még nem volt digitális vezérlés.
Majd később a digitalizálás során megjelentek a Motorola Marklin (MM) delta digit (DD), Fx  majd Mfx, illetve az új Mfx+ dekóderek. Az első gyártójuk az ESU volt, aki később kivált a gyárból és önálló életbe kezdett.
Röviden MM , vagy DD 4 pinkapcsolós  (1-80-as cimeken), majd 8 pinkapcsolós, előre beállítható címü mozdonydekóderek, hang nélkül.
Fx:     Ezek már a fejlettebb technikát jelentik 4 funkcióval, világítás, füst, mozdonyhang és fütty volt a lehetőség, de nem mindenhova épitették be.
Mfx:   Fejlettebb változata 16 funkció vezérlés, akár hanggal is
Mfx+: A mai legmodernebb funkcióval, akár 36 vezérelhető funkcióval, hanggal is
A Jelzett digitális mozdonyok vezérléséhez előbb kezdetleges kapcsolós vagy nyomógombos irányítás terjedt el. Marklin 6604, 4 előre programozott címmel, illetve
66045, később a nyomógombos 6021 több címre. de megjelentek a infratávirányítós delta vezérlők is. A 4 pinkapcsolós dekóderek 15 címmel A 8 pinkapcsolós dekóderek 80 címmel rendelkeznek.
A fejlettebb digitális vezérlés az Mobil Station (MS) és a Central Station (CS) melyekből több változat is van. A CU (Control Unittel nem foglalkozunk)
A Delta digit előre beállított címei a vezérlön pin kapcsoló állásaival:
- 78  gőzös: 1-0-0-0
- 72 diesel: 1-2-0-0
- 60 motorvonat: 1-0-3-0
- 24 villanymozdony: 1-0-0-4

MS 1: kezdetleges barna pixeles képernyős,  jelenleg támogatás nélkül.
- Egyszerű, kényelmes kezelés.
- Innovatív működési koncepció mozdonyokat leíró nevekkel.
- Grafikus kijelző önmagát magyarázó piktogramokkal.
- Legfeljebb 9 vezérelhető kiegészítő funkció.
- Egyszerű kábelcsatlakozás (plug & play) az adagoló sínhez.
- Beépített Märklin digitális mozdony-adatbázis.

https://www.maerklin.de/en/products/details/article/60652/
MS 2:  Jóval továbbfejlesztett változat, a mai legjobb ár/érték arányú DCC MM MFX és MFX+ vezérlő, amelyik kommunikál a mozdonydekóderekkel oda-vissza.
2020 január: a legfejlettebb szoftver verziója a 3.112.   Közvetlen mozdonyhozzáférés 40 darab! Master és Slave beosztása a  vezérlő számától függ, az alacsonyabb a Master.
- Egyszerű, könnyű kezelhetőség.
- Háttérvilágítású grafikus kijelző önmagát magyarázó piktogramokkal.
- Legfeljebb 32 vezérelhető kiegészítő funkció.
- 320 mágnesszelemet lehet vezérelni.
- Beépített mozdonykártya-olvasó.
- Egyszerű huzalozás (Plug & Play) a síncsatlakozó dobozhoz és a központi állomáshoz.
- Beépített Märklin digitális mozdony-adatbázis.

https://www.maerklin.de/en/products/details/article/60657
CS1-2:
- Nagyméretű érintőképernyő és 2 mozdonyvezérlő.
  - 2 beépített mozdonykártya-olvasó.
  - Hálózati kapcsolatok és USB port.
  - Beépített Märklin digitális mozdony-adatbázis.
  - Akár 16 irányítható mozdonyfunkció.
  - Beépített billentyűzet és memória.
  - Beépített nyomvonal-diagram vezérlőpult.
  - Frissítse a 3.5.x-et
  - Különböző háttérképeket lehet kiválasztani.
  - Nappali / éjszakai fényerő beállítása.
  - A mozdonycímek gyors kiválasztása.
  - Frissítse 3.6.x
  - A modellidő ábrázolható.
  - Saját ütemezései generálhatók.
  - Hangvisszaadás külső hangszórók segítségével.
  - A hangok külön-külön játszhatók le a központi állomáson.
  - Széles lehetőségek a vasúti modell elrendezésének automatizálására.
  - Frissítés 4.x
  - Az aktuális szemafor / cél- és színes fényjelzések mfx regisztrációja a központi állomás

https://www.maerklin.de/en/products/details/article/60215
CS3:
- Digitális több protokoll vezérlő (mfx, mfx +, DCC, Motorola).
- Nagy felbontású, modern színes érintőképernyő.
- Beépített központi nyomkövetési vezérlőpanel.
- Ház központi stop gombbal és 2 forgatógombbal, mindhárom ipari minőségű.
- Akár 32 irányítható mozdonyfunkció.
- 2 beépített mozdonykártya-olvasó.
- Beépített hangszóró.
- Beépített SD-kártya nyílás.
- Beépített, erős Booster.
- Legfeljebb 5,0 amper kimenet a 60101 / L51095 kapcsolt üzemmódú tápegység használatakor (1 gauge és LGB esetén ajánlott).
- Legfeljebb 320 Motorola és 2 048 DCC mágnesszelemet lehet vezérelni.
- Útvonal-irányítás (beleértve az ingavonat irányítását).
- 2 USB-gazdagép, például egérhez, billentyűzethez, USB-meghajtóhoz stb., És 1 USB-töltőaljzat.
- Közvetlen csatlakozások 2 mobil állomáshoz és egy buszbővítő eszközhöz.
- Csatlakozók hálózati, külső hangszórókhoz, Märklin buszhoz.
- A bővítményeket a Märklin busz segítségével lehet csatlakoztatni.

https://www.maerklin.de/en/products/details/article/60226
CS3+:
- Digitális több protokoll vezérlő (mfx, mfx +, DCC, Motorola).
- Nagy felbontású, modern színes érintőképernyő.
- Beépített központi nyomkövetési vezérlőpanel.
- Ház központi stop gombbal és 2 forgatógombbal, mindhárom ipari minőségű.
- Akár 32 irányítható mozdonyfunkció.
- 2 beépített mozdonykártya-olvasó.
- Beépített hangszóró.
- Beépített SD-kártya nyílás.
- Beépített, erős Booster.
- Legfeljebb 5,0 amper kimenet a 60101 / L51095 kapcsolt üzemmódú tápegység használatakor (1 gauge és LGB esetén ajánlott).
- Legfeljebb 320 Motorola és 2 048 DCC mágnesszelemet lehet vezérelni.
- Útvonal-irányítás (beleértve az ingavonat irányítását). menetirányítás automatikus felvételre lehetőség.
- 2 USB-gazdagép, például egérhez, billentyűzethez, USB-meghajtóhoz stb., És 1 USB-töltőaljzat.
- Közvetlen csatlakozások 2 mobil állomáshoz és egy buszbővítő eszközhöz.
- Beépített s88 kapcsolat.
- Csatlakozók hálózati, külső hangszórókhoz, Märklin buszhoz.
- A bővítményeket a Märklin busz segítségével lehet csatlakoztatni.
- A Central Station 3 plus több eszköz képes.

https://www.maerklin.de/en/products/details/article/60216
A CS vezérlők csatlakoztathatók PC és wifi hálózathoz.